# Acord de normalització entre Israel i els Emirats Àrabs Units

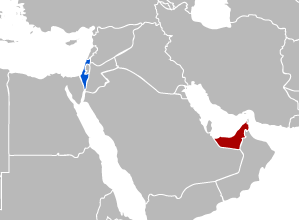
Ubicació d'Israel (blau) i els Emirats Àrabs Units (vermell) a l'Orient Mitjà

L'acord de pau entre Israel i els Emirats Àrabs Units o l'Acord d'Abraham va ser acordat per Israel i els Emirats Àrabs Units el 13 d'agost de 2020. Els Emirats Àrabs Units va esdevenir el tercer país àrab, després d'Egipte el 1979 i Jordània el 1994, de signar un acord de pau amb Israel, així com ser el primer país del Golf Pèrsic a fer-ho. El tractat establirà relacions entre els dos països. Al mateix temps, Israel va acordar suspendre els plans per a l'annexió de la vall del Jordà.

## Context
Ja el 1971, el primer president dels Emirats Àrabs Units, el xeic Zayed bin Sultan Al Nahyan, s'havia referit a Israel com "l'enemic". Al novembre de 2015, Israel va anunciar que obriria una oficina diplomàtica als Emirats Àrabs Units, la primera vegada en més d'una dècada que Israel tenia presència oficial al Golf Pèrsic. L'agost de 2019, el ministre d'Afers Exteriors d'Israel va fer una declaració pública sobre la cooperació militar amb els Emirats Àrabs Units enmig de l'augment de les tensions amb l'Iran.
En els mesos previs a l'acord, Israel havia estat treballant en secret amb els Emirats Àrabs Units per combatre la pandèmia de COVID-19. Els mitjans de comunicació europeus van informar que el Mossad havia aconseguit discretament equips de salut dels Estats del Golf. Binyamín Netanyahu, el primer ministre d'Israel, va informar a finals de juny de 2020 que els dos països estaven en cooperació per lluitar contra el coronavirus i que el cap del Mossad, Yossi Cohen, havia viatjat nombroses vegades als Emirats Àrabs Units. No obstant això, els Emirats Àrabs Units van semblar minimitzar això unes hores més tard, revelant que era simplement un acord entre empreses privades més que a nivell estatal.
El moviment també ve després de la finalització de l'acord nuclear de l'Iran per part de l'administració Trump i l'augment de les preocupacions israelianes sobre el desenvolupament d'un programa nuclear iranià, que Teheran nega. En l'actualitat, l'Iran dona suport a diferents faccions en guerres subsidiàries (en anglès, proxy wars) de Síria al Iemen, on els Emirats Àrabs Units ha donat suport a la coalició liderada per l'Aràbia Saudita contra les forces alineades que lluiten allí. En els últims anys, les relacions informals dels països es van escalfar considerablement i van participar en una àmplia cooperació no oficial basada en la seva oposició conjunta al programa nuclear i la influència regional de l'Iran.
L'acord també es coneix oficialment com l'"Acord d'Abraham" en honor d'Abraham, el patriarca de les tres principals religions abrahàmiques del món: el judaisme, l'islam i el cristianisme.

## Acord

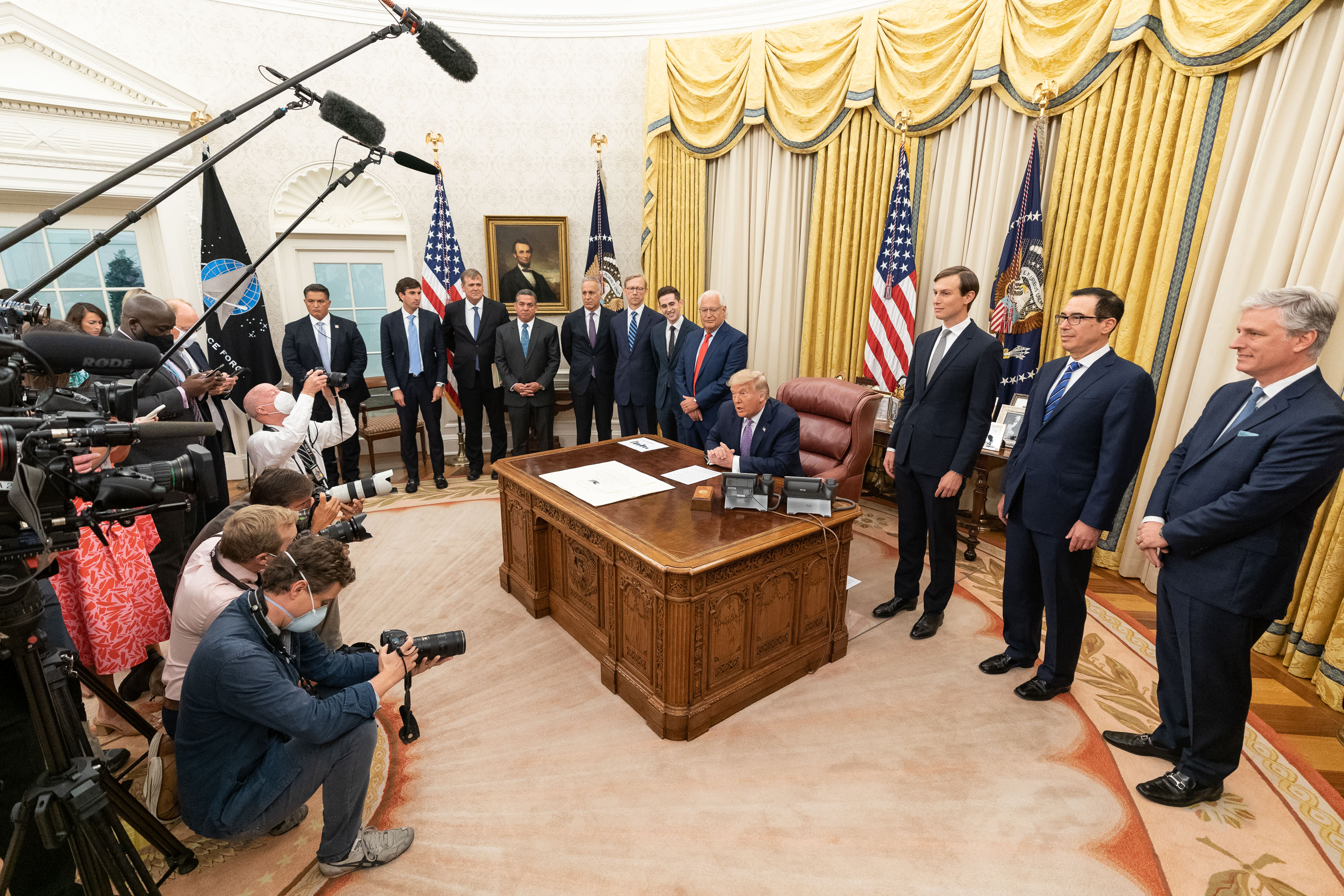
El president dels Estats Units Donald Trump anuncia als mitjans de comunicació l'acord del Despatx Oval a la Casa Blanca, el 13 d'agost de 2020.

El 13 d'agost de 2020, el ministre d'Afers Exteriors dels Emirats Àrabs Units, Anwar Gargash, va anunciar l'acord dels Emirats Àrabs Units per normalitzar les relacions amb Israel dient que el seu país volia fer front a les amenaces a les quals s'enfronta la solució dels dos Estats, específicament l'annexió dels territoris palestins i instar els palestins i israelians a tornar a la taula de negociacions. Va indicar que no pensava que hi hagués cap ambaixada a Jerusalem fins que hi hagués un acord final entre els palestins i els israelians. Segons el president estatunidenc Donald Trump i el primer ministre israelià Binyamín Netanyahu, "Israel i els Emirats Àrabs Units normalitzaran completament les seves relacions diplomàtiques. Intercanviaran ambaixades i ambaixadors i començaran la cooperació en tots els àmbits i en una àmplia gamma d'àmbits com el turisme, l'educació, la sanitat, el comerç i la seguretat".
Una declaració conjunta emesa per Trump, Netanyahu, i Zayed van llegir: "Aquest avanç diplomàtic històric avançarà la pau a la regió d'Orient Mitjà i és un testimoni de la diplomàcia i la visió audaces dels tres líders i el coratge dels Emirats Àrabs Units i Israel per traçar un nou camí que desbloquejarà el gran potencial a la regió". Els Emirats Àrabs Units van dir que continuarien fent costat al poble palestí i que l'acord mantindria la perspectiva d'una solució de dos Estats entre Israel i Palestina. Malgrat l'acord, Netanyahu va declarar que la reclamació de sobirania d'Israel a la vall del Jordà encara estava en l'agenda i només estava congelada de moment.
Zayed va tuitejar que "Els Emirats Àrabs Units i Israel també van acordar cooperar i establir un pla de treball per establir una relació bilateral". S'espera que l'acord de pau es signés a la Casa Blanca a principis de setembre.

## Conseqüències
L'Autoritat Palestina demana a consultes al seu ambaixador als Emirats Àrabs Units i també han demanat una reunió d'emergència tant amb la Lliga Àrab com amb l'Organització de la Cooperació Islàmica (OCI). Netanyahu va dir que no hi havia cap canvi en els seus plans d'annexar parts de Cisjordània si era aprovada pels Estats Units, però va afegir que estaven en suspensió temporal.
El dia 14 d'agost, el president de Turquia, Recep Tayyip Erdogan, ha anunciat que es planteja la ruptura de les relacions diplomàtiques amb els Emirats Àrabs Units o retirar el seu ambaixador i, de pas, ha carregat també contra Egipte pel seu suport a Israel i Grècia.

## Reaccions

Reacció positiva
Reacció negativa
Posició ambigua
No s'han posicionat públicament

Yousef Al Otaiba, l'ambaixador emirati als Estats Units, va emetre un comunicat enaltint l'acord com "una victòria per la diplomàcia i per la regió", afegint com "disminueix les tensions i crea nova energia per al canvi positiu"
 L'alcalde de Tel-Aviv, Ron Huldai, va felicitar el primer ministre Netanyahu pel "doble assoliment" de la pau amb els Emirats Àrabs Units i que s'hagi posposat els plans per annexionar parts de Cisjordània. També Oded Revivi, l'alcalde d'Efrat, un assentament de més de 9.000 residents al sud de Jerusalem, va donar suport a Netanyahu argumentant que "l'acord israelià per posposar l'aplicació de la llei israeliana als assentaments jueus de Judea i Samaria és un preu just [a pagar]". No obstant això, certs grups israelians s'hi oposen, com el cap del grup de colons israelià Yesha David Elhayani que va acusar Netanyahu de "traïcionar" alguns dels seus seguidors més lleials i va afirmar que "ell [Netanyahu] ha enganyat a mig milió de residents de la zona i a centenars de milers de votants."

### Palestina
- Organització per a l'Alliberament de Palestina (OAP) - La dirigent de l'Hanan Ashrawi va tuitejar el següent:

| «               | Israel ha estat premiat per no declarar obertament el que ha estat fent a Palestina de manera il·legal i persistent des de l'inici de l'ocupació. | » |
| — Hanan Ashraui | |   |

- Fatah va acusar els Emirats Àrabs Units de "fer complir els seus deures nacionals, religiosos i humanitaris" cap al poble palestí, mentre que Hamàs va dir que era una "bruosa punyalada a l'esquena del poble palestí".[4]
- Hamàs - El portaveu Fawzi Barhoum a la Franja de Gaza també va condemnar el pla per premiar Israel, afirmant que l'acord era una "pre recompensa lliure pels seus crims i violacions contra el poble palestí.[26]

### Organitzacions
- Comissió Europea - Una dels portaveus va dir que l'acord era important tant per a Israel com per als Emirats Àrabs Units, a més de garantir la seva estabilitat. Itàlia, mentrestant, esperava que s'instaurés la pau i l'estabilitat a Orient Mitjà. També va considerar positiva la suspensió per part d'Israel de l'annexió de parts de Cisjordània i esperava que reiniciaria les converses amb els palestins per a una solució de dos estats.[27]
- L'Alt representant de la UE per a Afers exteriors, Josep Borrell, va tuitejar; "acullo amb satisfacció la normalització entre Israel i els Emirats Àrabs; beneficia a tots dos i és important per a l'estabilitat regional". A més afegí; "la suspensió de l'annexió és un pas positiu, ara haurien d'abandonar-se els plans per complet. La UE espera que es reprenguin les negociacions entre israelianes i palestins sobre una solució de dos Estats".[28]
- Consell de Cooperació per als Estats Àrabs del Golf - Condemna les "amenaces" iranianes cap als EAU per l'assoliment de l'acord de pau i afegí que "Iran ha d'adherir-se a la Carta de les Nacions Unides i abstenir-se d'interferir en els assumptes interns d'altres nacions".[29][30]
- Hesbol·là - El Secretari General Hassan Nasrallah, en un discurs televisiu, va rebutjar frontalment l'acord i el va considerar un acte de traïció contra l'Islam i el poble palestí. També va lamentar que EAU no seria l'últim país que signaria un acord amb Israel.[31]

### Món musulmà

#### Països sense posició clara
- Aràbia Saudita[32]
- Indonèsia - El portaveu del ministeri d'Afers Exteriors ha rebutjat comentar sobre l'acord quan ha sigut preguntat per Straits Times.[33]
- Iraq - L'endemà de l'acord, el líder del partit Coalició de l'Estat de Dret, Nouri al-Maliki, que en el seu moment té 92 de 328 escons, ha condemnat l'acord i declarà que "el sistema polític àrab ha transcendit els límits dels valors àrabs i islàmics en optar per la normalització amb els sionistes, que van vessar la sang d'àrabs i musulmans i van continuar usurpant terres i santedats" i fa una crida als àrabs i musulmans a expressar el seu rebuig.[34] Per l'altre banda, l'ex diputat i líder d'un partit secular (actualment extraparlamentari) Mithal al-Alusi va instar al govern iraquià a seguir els passos d'EAU justificant que "l'Iraq necessita sortir del camp de les guerres, l'extremisme i els deliris, i necessita construir relacions estables amb tots els països del món" i per escapar del domini iranià que "obstaculitza un major desenvolupament".[35]
- Kuwait - El govern si bé ha mantingut silenci respecte al tema, 37 diputats de l'Assemblea Nacional de 65 (representa el 56%) han fet una crida al govern a que ho rebutgi.[36] Segons el diari Al-Qabas, citant fonts governamentals de Kuwait, va explicar que "La posició kuwaitiana és coherent amb el seu enfocament de política exterior de dècades d'antiguitat en suport de la causa palestina, ja que és la principal qüestió àrab, i només accepta una solució si és el que els palestins accepten". El ministre d'Afers Exteriors rebutjà parlar amb el diari.[37]
- Líban - El president Michel Aoun, en ser preguntat si Líban està preparat per un acord similar amb Israel, afirmà; "Això depèn. Tenim problemes amb Israel, hem de resoldre'ls primer". I també declarà que està en el dret d'EAU de normalitzar les relacions amb Israel ja que "és un país independent".[38]
- Sudan - Inicialment, el portaveu del Ministeri d'Afers Exteriors Haidar Badawi declarà "Desitgem arribar a un acord de pau amb Israel que estigui basat en la igualtat i en els interessos de Sudan, sense que suposi un sacrifici dels nostres valors i normes" i considerà d'"arriscada i valenta" la decisió dels EAU però que "marca el camí correcte per a la resta de països àrabs".[39] Poc després, el Ministeri d'Afers Exteriors va desautoritzar-lo i va afirmar que "la qüestió de les relacions amb Israel no s'ha debatut pas en el Ministeri d'Exteriors i no es va encomanar a Haidar Badawi donar cap declaració sobre l'assumpte".[40] Per aquest motiu, el portaveu fou acomiadat.[41]
- Pakistan - El govern manté una posició ambigua al respecte. De fet, el ministeri d'Afers Exteriors va reaccionar amb cautela i va afirmar, en una declaració de premsa, que "està tenint implicacions de gran abast, i que l'enfocament del Pakistan es guiarà per la nostra avaluació de com es defensen els drets i aspiracions dels palestins i com es conserva la pau regional, la seguretat i l'estabilitat".[42] Segons News International, el Pakistan es posicionarà sobre l'acord entre Israel i els Emirats Àrabs Units després de les consultes i després d'examinar els pros i els contres del desenvolupament dels interessos nacionals del Pakistan. El ministre d'Afers Exteriors Shah Mehmood Qureshi va evitar fer comentaris sobre el tema sensible.[43]
- Qatar - L'Emir de Qatar, el Xeic Tamim bin Hamad Al Thani, va dir el 2 de setembre del mateix any a l'assessor principal de la Casa Blanca, Jared Kushner, que Doha seguia compromesa amb una solució de dos estats per al conflicte israelià-palestí, amb Jerusalem Oriental com a capital d'un estat palestí.[44]
- Tunísia - El president Kais Saied va reiterar la seva posició propalestina i afirmà que "no intervé en les decisions d'alguns països, ni les contraresta".[45] El Parlament tunisià va rebutjar l'acord.[46]

#### Països que hi donen suport
- Bahrain, el primer país àrab del Golf a comentar públicament l'anunci, va felicitar el lideratge dels Emirats Àrabs Units i va acollir amb satisfacció l'acord com "pas per millorar les possibilitats de pau a l'Orient Mitjà".
- Jordània - El ministre d'Afers Exteriors de Jordània, Ayman Safadi, va dir que l'acord havia de ser seguit per Israel abandonant qualsevol pla d'annexionar-se parts de Cisjordània i si l'acord pogués conduir a la seva retirada dels territoris palestins, s'acostaria Orient Pròxim a la pau. En cas contrari, només agreujaria el conflicte àrab-israelià.[47] En una trucada telefònica entre el ministre d'Afers Exteriors rus, Sergei Lavrov, i el seu homòleg jordà, Ayman Safadi, ells dos van assenyalar que "de cap manera l'acord pot servir com a substitut d'una solució completa i global per al procés de pau de l'Orient Mitjà".[48]
- Egipte - El president Abdelfatah Al-Sisi va acollir amb beneplàcit l'acord, dient que elogia els esforços dels partits per "aconseguir la prosperitat i l'estabilització a la nostra regió. També va felicitar personalment l'emirat del príncep hereu d'Abu Dhabi Mohammed bin Zayed al-Nahian per l'acord.[49]

- Oman - El govern d'Oman va recolzar públicament l'acord (que va anomenar "històric").[50][51]
- Somalilàndia (no reconegut) - L'ambaixador del país a Kenya, Omar Awil, declarà: "Com a gent amant de la pau, donem suport a l'històric acord de normalització entre els Emirats Àrabs Units i Israel a canvi de la suspensió de l'annexió de zones de Cisjordània. L'acord és un bon exemple d'aliances entre països d'una regió interessats en l'estabilitat i la cooperació regionals i destaca l'eterna aspiració d'arribar a la pau amb els veïns".[52]
- Txad - El 8 de setembre, una delegació txadiana estava encapçalada per Abdelkerim Idriss Deby, el fill del president del país, amb la intenció d'obrir una missió diplomàtica a Jerusalem. Durant les seves reunions amb els funcionaris israelians, Deby va elogiar l'acord de normalització.[53][54]

#### Països que el rebutgen
- Iemen - El ministre d'Afers Exteriors Mohammed Abdullah Al-Hadhrami va rebutjar l'acord i va mantenir tot el suport al poble palestí.[55]
  - Els rebels houthis també van rebutjar amb més duresa que el govern d'Iemen i afirmà que l'acord és un "un desafiament contra tots els musulmans i les persones lliures del món"[55]
- Iran - L'agència iraniana de notícies Tasnim va dir que el tracte entre Israel i els Emirats Àrabs Units era "vergonyós".[56] El Ministeri d'Afers Exteriors iranià va condemnar l'acord com una punyalada "perillosa" per part dels palestins i musulmans, anomenant-lo un acte "vergonyós" d'"estupidesa estratègica" per part dels Emirats Àrabs Units i Israel que només serviria per enfortir l'"Eix de la Resistència" a l'Orient Mitjà. Va afegir que els palestins i els habitants del món mai perdonarien els Emirats Àrabs Units, mentre que també l'avisaven contra la interferència d'Israel en el Golf.[57]
- Líbia
- Malàisia - Malàisia va dir que l'acord era un dret sobirà dels Emirats Àrabs Units, però continuarà donant suport a la retirada d'Israel dels territoris palestins.[58] No obstant això, l'ex primer ministre Mahathir Mohamad va advertir que l'acord històric era un pas enrere per la pau i que dividiria el món musulmà en faccions enfrontades, i que "els israelians llençaran combustible al foc".[33]
- Marroc - El primer ministre Saad-Eddine El-Othmani va rebutjar qualsevol forma de normalització amb Israel i reiterà el seu suport al poble de Palestina.[59]

- Mauritània - Va declarar que confia en la "saviesa i bon judici" del lideratge dels Emirats Àrabs Units i va destacar la "sobirania absoluta i la completa independència en la realització de les seves relacions i l'avaluació de les posicions que pren d'acord amb el seu interès nacional i els interessos dels àrabs i musulmans".[60]
- Síria - L'assessora presidencial en assumptes polítics i mediàtics, Bouzeina Shabaan, va criticar durament l'acord i afirmà que "No hi ha res nou en el pacte excepte la seva data, que va ser triada acuradament per estatunidenques i israelianes per a afavorir la campanya electoral de Donald Trump i millorar les oportunitats de Benjamí Netanyahu de romandre al capdavant del Govern".[61]
- Turquia

### Europa
- Estònia: És l'únic país de tot el món que ha expressat suport l'acord entre Bahrain i Israel d'un mes després però encara no s'ha posicionat públicament per aquest acord.
- Rússia - En un comunicat oficial declaren que "com a membre permanent del Consell de Seguretat de les Nacions Unides, promotor del procés de pau i membre del quartet de mediadors internacionals (format també per Estats Units, la UE i l'ONU), sempre s'ha guiat per la nnecessitat d'aconseguir un acord ampli a l'Orient Mitjà, el component clau del qual hauria de ser una solució justa i sostenible del problema palestí sobre la base del marc jurídic internacional recolzat per les Nacions Unides, incloses les resolucions del Consell de Seguretat, la Iniciativa de Pau Àrab i el principi fonamental de la solució de dos Estats". Acull amb satisfacció la suspensió de l'annexió parcial israeliana de Cisjordània ja que ho considerava un obstacle important per l'assoliment de la pau. En cas contrari, hauria suposat el "desmantellament de les perspectives de creació d'un Estat palestí viable, contigu i territorialment contigu". Adverteixen que, si bé l'acord disposa de disposicions per seguir esforçant-se per aconseguir la pau, s'ha de fer d'acord amb la base jurídica internacional i amb el vist-i-plau dels palestins i israelians.[62] En una trucada telefònica entre el ministre d'Afers Exteriors rus, Sergei Lavrov, i el seu homòleg jordà, Ayman Safadi, ells dos van assenyalar que "de cap manera l'acord pot servir com a substitut d'una solució completa i global per al procés de pau de l'Orient Mitjà".[48]

#### Països que hi donen suport
- Albània - El Primer Ministre Edi Rama tuiteja: "Això és realment inspirador i desig de tot cor que inspiri a uns altres a la regió perquè segueixin amb el mateix esperit i treballin junts per a un gran futur comú de tots els seus ciutadans per als tres grans amics d'Albània (en referència a Israel, EAU i EEUU)".[63]
- Alemanya - El ministre d'Afers exteriors ha felicitat telefònicament al seu homòleg israelià i ho ha considerat que és una important contribució per a aconseguir la pau a la regió. També li ha agraït que el govern israelià hagi acceptat suspendre els seus plans d'annexió. A més, ha reiterat la necessitat d'una una solució negociada de dos Estats ja que considera que portaria una pau duradora a Orient Mitjà.[64]
- Àustria - El ministre d'Afers Exteriors Alexander Schallenberg ho considera "un assoliment diplomàtic significatiu" i espera "que es facin passos més positius. Demostra el que es pot fer amb un lideratge fort i responsable".[65]
- Bèlgica - El ministre d'Afers exteriors Philippe Goffin acull amb satisfacció la notícia i destaca "L'anunci de suspendre els plans d'annexió és un pas en la direcció correcta, però ha de convertir-se en una mesura definitiva".[66]
- Bulgària - La primera ministra d'Afers Exteriors Ekaterina Zaharieva qualifica l'acord d'"històric" i agraeix enormement el paper de Donald Trump.[67]
- Croàcia[68]
- Dinamarca - El ministre d'Afers exteriors Jeppe Kofod aplaudeix en un tuit l'acord ja que considera un pas per arribar a la solució de dos estats.[69]
- Eslovàquia - El ministre d'Afers Externs ho qualifica com un acord històric.[70][71]
- Eslovènia[72]
- Espanya - Dona suport a l'acord i espera que contribueixi a la suspensió permanent de l'annexió israelià de parts de Cisjordània i s'arribi a una "solució justa, duradora i mútuament acceptable per a les parts".[73]
- Finlàndia - El ministre d'Afers Exteriors Pekka Haavisto tuiteja "Finlàndia acull amb satisfacció aquesta i totes aquestes iniciatives a Orient Pròxim, que augmenten l'estabilitat i fomenten la pau. Per a això, és important tenir en compte els objectius i aspiracions legítims de totes les parts".[74]
- França - El ministre d'Afers Exteriors francès Jean-Yves Le Drian, juntament amb el Secretari d'Afers Exteriors britànic Dominic Raab, van expressar sentiments similars, afegint que era hora de diàleg directe entre israelians i palestins, mentre que aquest últim va declarar que va crear una oportunitat per reprendre les converses.[75][76]
- Grècia[77]
- Guatemala[78]
- Honduras[79]
- Hongria[80]
- Itàlia - En una declaració del Ministeri d'Afers Exteriors, acull amb satisfacció i espera que faciliti les negociacions directes entre israelís i palestins per arribar a una solució justa, sostenible i duradera de dos Estats.[81][82]
- Kosovo[83]
- Regne Unit - El Primer Ministre, Boris Johnson, va elogiar l'acord com un camí per aconseguir la pau a l'Orient Mitjà i també va elogiar la suspensió de l'annexió de zones a Cisjordània.[75]
- República Txeca - El ministeri d'Afers Exteriors Tomáš Petříček dona la benvinguda la normalització diplomàtica entre els dos països i creu que contribuirà a la pau i l'estabilitat i a una possible solució al conflicte arabo-israelià.[84]
- Suïssa - Dinou dies despés de la signatura de l'acord, el 2 de setembre, el cap del Departament Federal d'Afers Exteriors Ignazio Cassis ha assegurat en una trucada telefònica amb el secretari d'Estat dels Estats Units, Mike Pompeo, que ho acullen amb satisfacció.[85]
- Lètonia[86]
- Lituània - El ministre d'Afers Exteriors Linas Linkevicius acull amb satisfacció l'acord i la suspensió dels plans d'annexió en un tuit i espera que progressos en una bona direcció en la regió.[87]
- Macedònia del Nord - El ministre d'Afers Exteriors Nikola Dimitrov acull amb satisfacció l'acord i la suspensió dels plans d'annexió en un tuit crea un ambient propici per avançar cap a la pau i l'estabilitat a Orient Mitjà.[88]
- Moldàvia[89]
- Noruega[90]
- Països Baixos[91]
- Polònia - El ministre d'Afers Exteriors d'Emirats Àrabs Units Abdullah Bin Zayed Al Nahyan ha conversat telefònicament amb Jacek Czaputowicz i li ha explicat els motius de l'acord amb Israel i li ha subratllat la prioritat de l'opció de dos estats. Czaputowicz li ha mostrat el seu suport i la necessitat de cooperació regional per arribar a la pau.[92]
- Portugal[93]
- Romania[94]
- Sèrbia[83]
- Suècia - La ministra d'Afers Exteriors Ann Linde dona suport a la declaració del secretari general de les Nacions Unides i considera que suposa una oportunitat de materialitzar la solució de dos estats.[95]
- Ucraïna - El president Volodímir Zelenski li va felicitar telefònicament al seu homòleg israelià ja que ho considera un "esdeveniment important per la seguretat regional". A més, va afegir que "es tracta d'un èxit històric i un exemple brillant de les oportunitats de diàleg i diplomàcia que poden seguir altres països de la regió".[96]
- Xipre - El vespre del dia que es va anunciar l'acord, el ministre d'Afers Exteriors va parlar amb el seu homòleg dels EAU. Considera que és un "avanç històric" que contribuirà l'assoliment de la pau, seguretat i estabilitat en la regió.[97]

#### Països que el rebutgen
- Luxemburg - El ministre d'Afers Exteriors de Luxemburg, Jean Asselborn, va dubtar que l'acord portaria estabilitat a la regió, afirmant que no hi haurà estabilitat sense una solució de dos estats, i va dir que els Emirats Àrabs Units havien abandonat als palestins amb l'acord.[98]

### Altres països
- Austràlia[99]
- Brasil[100]
- Canadà - El ministre d'Afers Exteriors, François-Philippe Champagne considera que l'acord és "un pas històric i positiu cap a la pau i la seguretat a la regió". Afegí que "continuarem treballant per a facilitar la pau a Orient Pròxim i per a mantenir l'ordre de les normes".[101]
- Colòmbia[102]
- Corea del Sud[103]
- Costa Rica[104]
- Estats Units d'Amèrica - Kelly Craft, ambaixador dels Estats Units a les Nacions Unides, va celebrar l'anunci, anomenant-lo "una gran victòria" per al president Trump i per al món, dient que els llaços diplomàtics mostren "la gana de pau que tots tenim en aquest món", i com els països del Migest entenen la necessitat de "posar-se en ferm contra d'un règim que és el patrocinador estatal número u del terrorisme" — Iran.[24]
- Etiòpia - El Primer Ministre Abiy Ahmed Ali acull amb satisfacció l'acord i elogia el lideratge del líder dels Emirats Àrabs Units.[105]
- Filipines - El Departament d'Afers Exteriors de les Filipines va publicar una declaració acollint amb beneplàcit l'acord, amb l'esperança que contribueixi a la pau i la seguretat a Orient Pròxim.[106]
- Índia - Va acollir amb satisfacció l'acord que deia que ambdues nacions són els seus aliats i sempre ha donat suport a la pau i la prosperitat a l'Àsia occidental. El ministre d'Afers Exteriors Subrahmanyam Jaishankar va declarar anteriorment que el ministre d'afers exteriors dels Emirats Àrabs Units Abdullah bin Zayed Al Nahyan l'havia convocat per discutir l'acord.[107]
- Japó - En una declaració del Ministeri d'Afers Exteriors, afirmen que acullen amb satisfacció la notícia, agreixen l'esforç del president Trump com a mediador i afirmen: "Hauria de resoldre's únicament a través de les negociacions entre les parts implicades, no a través de la violència o de qualsevol acció unilateral. El Japó continua donant suport a una "solució de dos Estats" per la qual Israel i un futur Estat palestí independent viuen junts en pau i seguretat.[108]
- Nova Zelanda - El Primer Ministre Winston Peters ho acull amb satisfacció i afegeix que "qualsevol iniciativa que pugui promoure la pau i la seguretat a la regió d'Orient Pròxim és un pas positiu".
- Paraguay[109]
- Perú[110]
- República Popular de la Xina - Xina va declarar que estava satisfeta amb els intents de reduir les hostilitats a Orient Pròxim a través de l'acord i esperava que es reprengués el diàleg israelianopalestí, afegint que continuarà fent costat al poble palestí.[111]
- Sud-àfrica - El Departament de Relacions Internacionals i Cooperació de Sud-àfrica va lamentar que l'acord es va aconseguir sense consultar als palestins, tot i que l'acord estava relacionat amb el seu futur, i va assenyalar que l'acord no garanteix una suspensió permanent de l'annexió de parts de Cisjordània.[112]
- República de la Xina - Acull amb satisació i destaca la contribució del president Trump per l'assoliment de l'acord.[113]
- Uruguai[114]